# Paul Viefhues
Paul Viefhues (* 18. Februar 2005 in Münster) ist ein deutscher Basketballspieler.

## Werdegang
Viefhues wurde in der Jugend des UBC Münster ausgebildet. Später spielte er in der zweiten Herrenmannschaft des UBC in der 1. Regionalliga. Seine ersten Einsatzminuten in der 2. Bundesliga ProA bekam er im September 2021.

### Nationalmannschaft
Viefhues war in der Altersklasse U18 deutscher Nationalspieler.